# 129 v. Chr.
Portal Geschichte | Portal Biografien | Aktuelle Ereignisse | Jahreskalender | Tagesartikel

◄ |
3. Jahrhundert v. Chr. |
2. Jahrhundert v. Chr. |
1. Jahrhundert v. Chr. |
►

◄ | 140er v. Chr. | 130er v. Chr. | 120er v. Chr. | 110er v. Chr. |
100er v. Chr. |
►

◄◄ | ◄ | 132 v. Chr. | 131 v. Chr. | 130 v. Chr. | 129 v. Chr. |
128 v. Chr. |
127 v. Chr. |
126 v. Chr. |
► |
►►
Staatsoberhäupter

## Ereignisse

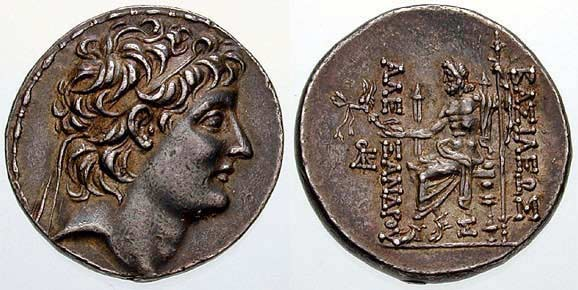
Münze des Alexander II. Zabinas

- Nach dem Tod von Antiochos VII. übernimmt sein Bruder Demetrios II. erneut die Herrschaft im Seleukidenreich.
- Die römischen Truppen besiegen Aristonikos, den unehelichen Sohn Eumenes II. Das pergamenische Reich fällt an Rom. Die Römer bilden aus dem Reich die Provinz Asia.

- um 129 v. Chr.: Dareios wird Herrscher von Elymais.

- 129/128 v. Chr. Alexander II. Zabinas wird mit Unterstützung des ägyptischen Königs Ptolemaios VIII. gegen Demetrios II. zum Gegenkönig des Seleukidenreiches erhoben. Ptolemaios, der sich zu dieser Zeit im Exil auf Zypern befindet und einen Bürgerkrieg gegen seine Schwestergemahlin Kleopatra II. führt, gibt ihn als Adoptivsohn des kurz zuvor im Kampf gegen die Parther gefallenen Antiochos VII. oder als Sohn Alexanders I. Balas aus. Alexander übernimmt die Macht in Antiocheia, Apameia und weiteren syrischen Städten.

## Gestorben
- Antiochos VII. Eumenes, König des Seleukidenreiches
- Antipatros von Tarsos, griechischer Philosoph
- Aristonikos, letzter Erbe des Reiches Pergamon
- Publius Cornelius Scipio Aemilianus Africanus (vermutlich ermordet), römischer Feldherr (* 185 v. Chr.)
- Marcus Perperna, römischer Politiker

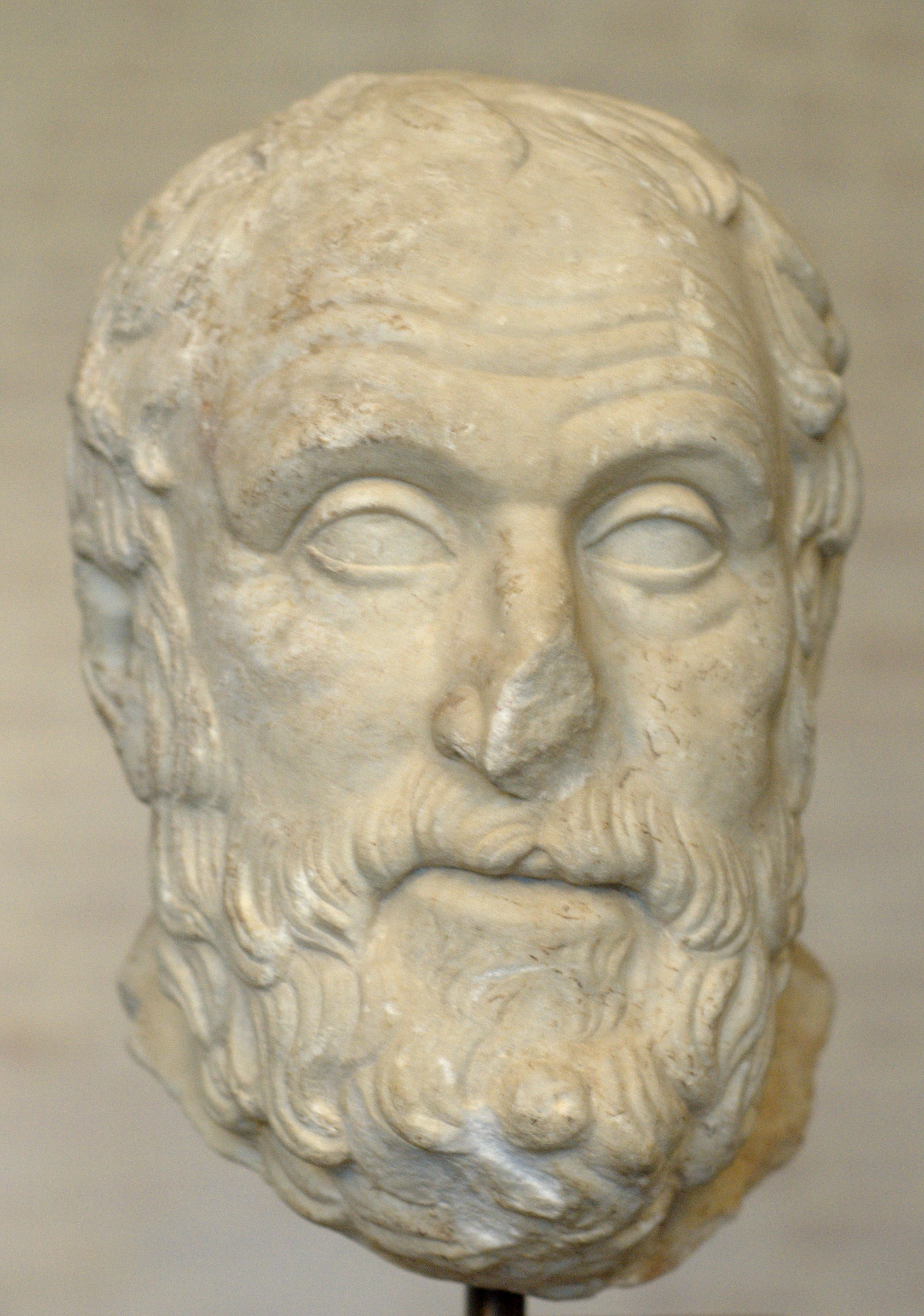
Karneades

- um 129 v. Chr.: Karneades von Kyrene, griechischer Philosoph (* 214/213 v. Chr.)